# Juan Pizarro
Juan Pizarro Alonso (Trujillo, España, ca.1510-Cuzco, Nueva Castilla (actual Perú), 1536) fue un conquistador español, uno de los hermanos de Francisco Pizarro. Tomó parte de las primeras acciones de la conquista del imperio incaico, hasta la defensa del Cuzco, sitiada por las tropas de Manco Inca. Allí resultó gravemente herido, al impactarle una pedrada en la cabeza, falleciendo poco después.

## Biografía
Fue hijo ilegítimo del capitán Gonzalo Pizarro y Rodríguez de Aguilar, llamado "El Largo" o "El Tuerto", y de María Alonso, criada suya e hija de unos molineros de La Zarza, a unas cuatro o cinco leguas de Trujillo; hermano por parte de padre y madre de Gonzalo Pizarro y de Francisco Pizarro, y hermano paterno de Hernando Pizarro.
Nació hacia 1510, en Trujillo. Al morir su padre en 1522, éste reconoció a todos sus hijos ilegítimos, y lo menciona a él y a su hermano Gonzalo en su testamento, encargando a su hijo legítimo, Hernando, que se encargue de ellos y los trate como hermanos. 
En 1529, Francisco Pizarro regresó a su natal Trujillo, después de firmar la Capitulación de Toledo con la corona mediante la cual se le nombró Gobernador, Adelantado y Alguacil Mayor de Nueva Castilla, siendo recibido por sus parientes, entre ellos sus hermanos Hernando, Juan y Gonzalo, quienes lo reconocieron como el primogénito de su padre, decidiendo sin dudar, acompañarlo a su aventura en el nuevo continente (1530). 
Participó de las principales acciones de la conquista como la captura del Inca Atahualpa en Cajamarca en 1532, teniendo a cargo la infantería en esta acción. Estuvo en la lista del reparto del oro y plata del rescate en Cajamarca. 
Nombrado Capitán por su hermano el gobernador, participó en la fundación española del Cuzco el 23 de marzo de 1534, y fue nombrado Regidor en el primer Cabildo convocado. Estando en el Cuzco, mantuvo prisionero al monarca Manco Inca o Manco II, sometiéndolo él y su hermano Gonzalo a maltratos y humillaciones. Hernando Pizarro, luego de ser nombrado Teniente Gobernador por su hermano el Marqués Gobernador Francisco Pizarro, llegó al Cusco, y al conocer la situación del Inca, fue a visitarlo, para pedirle más oro. Manco Inca le prometió regalarle unas estatuas de oro, pero con la condición de que lo dejara en libertad para ir a buscarlas en un lugar secreto situado en Yucay. Hernando le creyó y lo dejó en libertad, de la que se aprovechó Manco Inca  para organizar su formidable rebelión. En la mañana del 6 de abril de 1536, los españoles se vieron rodeados en el Cusco por miles de guerreros incas.
Durante la rebelión, las huestes de Manco Inca tomaron la Fortaleza de Sacsayhuamán desarrollándose una de las batallas más sangrientas de la conquista. La lucha fue dura por ambos bandos, del lado español destacó la bravura de Juan Pizarro, acompañado de su hermano Gonzalo Pizarro y de su primo Pedro Pizarro (quien años después se convirtiera en cronista). En uno de los combates liderando un escuadrón de a pie y a caballo, fue herido por una pedrada en la cabeza y agonizó durante 14 días antes de morir. Fue sepultado en la Iglesia Mayor del Cuzco.
Pedro Pizarro comenta sobre Juan Pizarro, que era mesurado, de poco hablar, valiente y animoso, y que era mejor infante que jinete.

## Descendencia
No dejó hijos legítimos; pero en su testamento menciona a una niña nacida en el Cusco en 1534, de la cual afirma no ser el padre y cuya madre, una coya, le dio servicios, por lo cual le deja una cantidad de dinero para su casamiento, a encargo y voluntad de su hermano Hernando. 
Con Francisca Coya:
1. Francisca Pizarro Coya, hija de Juan Pizarro, fue enviada en 1549, junto a su prima Inés Pizarro Inquill, hija de Gonzalo Pizarro, a España por el gobernador interino Pedro de La Gasca, a ser educadas lejos de las Indias y a la sombra de los Pizarro de Trujillo. Casó con Garcilópez Gonzáles, con descendencia.

En el archivo de Indias existe un memorial fechado en 1614, que menciona a una Cecilia Vásquez Pizarro, nieta del conquistador Juan Pizarro, precisándose que Juan Pizarro tuvo en una noble india llamada Francisca Coya, una niña llamada Francisca Pizarro Coya, la que fue puesta bajo la tutela de su tío Gonzalo Pizarro; quien ya adulta casó con Garcilópez Gonzáles, de quien tuvo hijos, entre los que se contaba Cecilia Vásquez Pizarro.